# Araós
Araós és un poble del terme municipal d'Alins, a la comarca del Pallars Sobirà.
Fins al 1927 constituïa un municipi independent, que en aquella data s'agregà al d'Alins, juntament amb Ainet de Besan i Àreu. Actualment és una entitat municipal descentralitzada constituïda en data desconeguda, però, probablement durant la dècada dels cinquanta del segle xx.
El poble té l'església parroquial de Sant Esteve, romànica, la capella del Sant Crist, al cementiri de la població, i les restes de l'església romànica de Sant Francesc d'Araós.
Pertanyia a Araós l'antic poble de Virós, ara despoblat, reconvertit en bordes.

## Etimologia
Explica Joan Coromines que el d'Araós és dels topònims més controvertits dels Pallars. Rebutja les hipòtesis de Menéndez Pidal (araotz, pla fred) i de Meyer Lübke (aranotz, vall freda), per postular un possible híbrid cèltic i basc: ara (conreu o camp conreat) i otz (fred): camps freds, segons una moderna interpretació del topònim.

## Geografia
El territori ocupa l'extrem sud-occidental del municipi d'Alins i és el primer poble a l'entrada de la Vall Ferrera. La seva superfície abraça uns 13,4 km². Al nord limita amb el terme municipal de Vall de Cardós, a l'est amb l'EMD d'Ainet de Besan, al sud amb els termes de Farrera i Tírvia i a l'oest també limita amb Tírvia.

### El poble d'Araós
És un petit nucli compacte, esglaonat en un coster al voltant de l'església de Sant Esteve, romànica tardana, havia tingut castell (la Força d'Araós) al capdamunt d'un turonet situat a ponent del poble, prop de la capella de Sant Francesc, ara en ruïnes, edifici que conserva elements d'època preromànica, com un arc de ferradura.

#### Les cases del poble[4]
| - Casa Aleixó - Casa Busquesa - Casa Cardosenc - Casa Castís - Casa Cerdà | - Casa Dolors - Casa Fortaner - Casa Gavatxó - Casa Jepó - Casa Martí | - Casa Melcior - Casa Millet - Casa Mundó - Casa Oliaire - Casa Pansot | - Casa Peguera - Casa Peiró - Casa Peri - Casa Peric - Casa Poblador | - Casa Priscolà - La Rectoria - Casa Sança - Casa Teixidor - Casa Xeranga |

## Història

### Edat moderna
En el fogatge del 1553, Arahos declara 1 foc eclesiàstic i 5 de laics, uns 30 habitants.

### Edat contemporània
Arahós o Araós té un article en el Diccionario geográfico de Pascual Madoz. Hi diu que és una localitat amb ajuntament situada a la vora del riu Alins, a la Vall Ferrera. És en un petit pla envoltat de muntanyes molt altes, i la combaten els vents de l'est i de l'oest. El clima hi és frígid per la perennitat de la neu a les muntanyes, tot i que és bastant sa; s'hi pateixen refredats, pulmonies i galteres, anomenades goll en el país. En aquell moment la vila tenia 11 cases i l'església parroquial de Sant Esteve, protomàrtir, amb rector proveït, segons els mesos, pel rei o el bisbe, i un beneficiat de sang (fill de la parròquia). En el terme hi ha dues capelles, una dedicada a sant Francesc i l'altra a sant Lliser (Licerio). Descriu el terme com a muntanyós i aspre, amb terres fluixes que, malgrat l'abundor d'aigua, no es poden regar. Hi ha prop del poble una font de gust fort i ferruginós. Hi passa el camí ral, en bon estat, que a partir d'Alins es divideix en dos: un per anar a França pel port d'Àreu, i l'altre cap a Andorra per Tor. Diu Madoz que hi ha les restes d'un castell, denominat la Forza, que va deixar d'existir i la guarnició fou traslladada a Alins. Al terme es produïa sègol, patates, llegums i hortalisses, pomes, prunes i altres fruites. S'hi criaven vaques, ovelles, mules, cavalls, cabres i porcs, i la cacera era de perdius i llebres; s'hi pescaven truites. La producció de carbó i la cria de bestiar per a llana generaven comerç cap a la resta del país i cap a França. Formaven la població 10 veïns (caps de casa) i 50 ànimes (habitants).
En el cens del 1857 Aynet de Bestan, que comprèn Araós, apareix amb 395 habitants i 75 cèdules personals inscrites, repartides de la manera següent: Arahós, 138 habitants i 30 cèdules, i Aynet de Bestan, 257 i 45.

#### L'Entitat Municipal Descentralitzada
L'Entitat Municipal Descentralitzada d'Araós va ser creada en una data indeterminada temps enrere. Durant la dictadura del General Franco i els anys immediatament posteriors, fou una entidad local menor o pedania, regida per un alcalde pedani.
Com està previst en la legislació municipal vigent en l'actualitat, els pobles constituïts en Entitat Municipal Descentralitzada (EMD) elegeixen, alhora que l'alcalde i regidors del seu municipi, un president d'EMD. En el cas d'Araós, aquesta figura ha estat coberta fins ara per:
- Josep Poch i Carmaniu (1979 - 1991)
- Josep Pallé i Ripoll (1991 - 1995)
- Maria Dolors Martín Luzón (1995 - 1999)
- Josep Poch i Carmaniu (1999 - 2003)
- Maria Dolors Martín i Luzón (2003 - 2007)
- Josep Maria Poch i Ticó (2007 - actualitat)

## Demografia
L'entitat municipal descentralitzada d'Araós està formada pels nuclis d'Araós, que aglutina el major nombre d'habitants, i per les bordes de Virós, antic poble.
| 1787 | 1857 | 1970 | 1981 | 1990 | 1991 | 1994 | 1995 | 1996 | 2001 | 2003 | 2005 | 2006 | 2007 | 2008 | 2009 | 2010 |
| ---- | ---- | ---- | ---- | ---- | ---- | ---- | ---- | ---- | ---- | ---- | ---- | ---- | ---- | ---- | ---- | ---- |
| 122  | 138  | 90   | 36   | 37   | 54   | 54   | 49   | 34   | 32   | 39   | 29   | 30   | 29   | 31   | 37   | 42   |

## Recursos naturals
Els recursos naturals d'aquesta EMD els formen el Bosc de Virós, de 691 hectàrees, i el Bosc d'Escobet, de 559 hectàrees. Aquestes forests són béns comunals i estan formats bàsicament per pi negre i pi roig. Això permet l'explotació de fusta, que constitueix un dels principals recursos econòmics de l'entitat.

## Llocs d'interès
- Església romànica de Sant Esteve d'Araós.
- Església preromànica de Sant Francesc d'Araós.
- Església preromànica de Sant Lliser de Virós.

## Festes locals populars
- Dia dedicat a Sant Esteve, el 26 de desembre.
- Festa Major d'estiu, primer dissabte de setembre.